# Октябрьское муниципальное образование (Чунский район)
Октябрьское муниципальное образование — муниципальное образование со статусом городского поселения в
Чунском районе Иркутской области России. Административный центр — посёлок Октябрьский.

## Демография
По результатам Всероссийской переписи населения 2010 года
численность населения муниципального образования составила 5724 человека, в том числе 2798 мужчин и 2926 женщин.

## Населённые пункты
В состав муниципального образования входят населённые пункты
- Октябрьский
- Хоняки[2]